# Evgheni Klevțov
Evgheni Klevțov (n. 8 martie 1929, Oboyan⁠(d), RSFS Rusă, URSS – d. 24 martie 2003, Oboyan⁠(d), Regiunea Kursk, Rusia) a fost un ciclist rus, medaliat olimpic. A participat la 2 ediții ale Jocurilor Olimpice (1952, 1960) în care a câștigat o medalie de bronz.